# Diócesis de Wierland
La diócesis de Wierland o de Virumaa (en latín: Diocesis Wironiensis, en danés: Virland bispedømme y en estonio: Virumaa piiskopkond) fue una circunscripción eclesiástica de la Iglesia católica en Estonia. Fue suprimida de hecho en 1227 por la Orden de los Hermanos de la Espada y tácitamente abandonada en 1272. Se trataba de una diócesis latina, sufragánea de la arquidiócesis de Lund.

## Territorio y organización

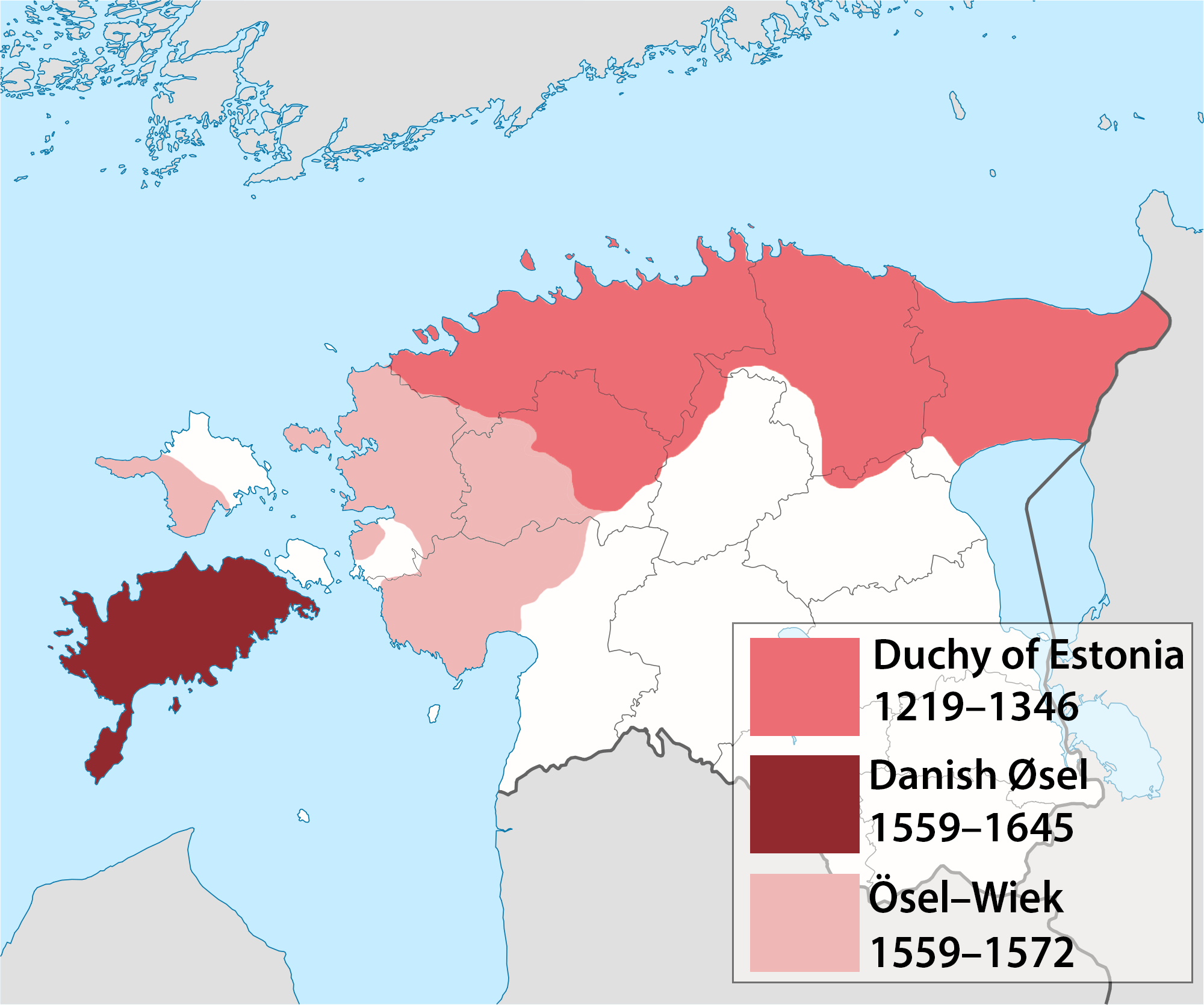
Territorios daneses en Estonia de 1219-1645

La diócesis se extendió a la región norte de la actual Estonia sobre los antiguos condados de Virumaa y Järva, en el sector inicialmente bajo dominio danés que constituyó el ducado de Estonia. El área se centra en el actual condado de Lääne-Viru. Su territorio desde el 26 de septiembre de 2024 está incluido en la diócesis de Tallin.
La sede episcopal estaba en el pueblo de Tõrma, en donde se estableció la catedral.

## Historia
En 1193 el papa Celestino III declaró una cruzada contra los paganos bálticos para convertirlos al catolicismo y sacarlos de la influencia de la Iglesia ortodoxa, fueron llamadas Cruzadas bálticas y protagonizadas mayoritariamente por alemanes del Sacro Imperio Romano Germánico y daneses. 
En 1204 el papa Inocencio III autorizó al arzobispo de Lund a declarar cruzadas en los países bálticos, creando una especie de contrapeso a la creciente influencia de la diócesis de Riga en esta región, una de ellas fue la Cruzada de Livonia, que fue la conquista del territorio que constituyen las actuales Estonia y Letonia. 

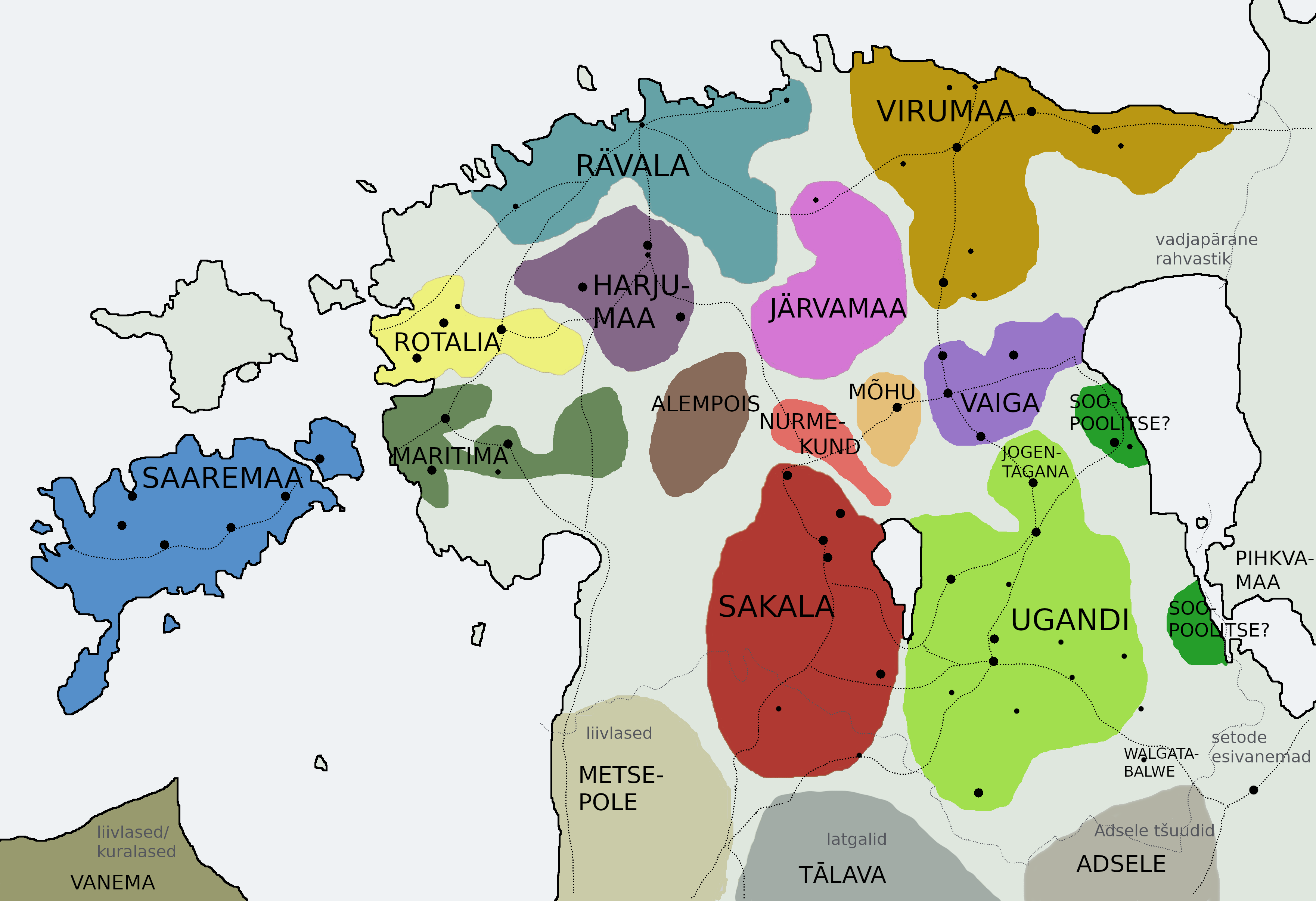
Mapa de los condados históricos de Estonia antes de su conquista por los cruzados a principios del

En 1216 el obispo de Riga pidió al rey Valdemar II de Dinamarca que ayudara en la lucha contra los estonios durante la Cruzada de Livonia. El papa Honorio III en su bula del 9 de octubre de 1217 bendijo la campaña contra los estonios y concedió al rey de Dinamarca todas las tierras que capturara. Valdemar II derrotó a los estonios en la Batalla de Lyndanisse el 15 de junio de 1219. Los daneses hicieron de Reval (que antes se llamaba Lyndanisse) la capital del nuevo ducado danés de Estonia. El rey Valdemar II nombró a su hijo Knud primer duque de Estonia en 1220. El propio rey Valdemar II partió a finales del verano de 1219 y nombró a Anders Sunesen administrador adjunto de las tierras conquistadas.
El rey Valdemar II y el arzobispo de Lund Andreas Sunesen erigieron en 1219 y 1220 dos diócesis sufragáneas de Lund en sus nuevas posesiones estonias: la diócesis de Reval y la diócesis de Wierland, respectivamente. Inicialmente, la diócesis de Reval se estableció sobre los antiguos condados de Revala y Harju, mientras que la de Wierland fue sobre los de Virumaa y Järva. La catedral de la diócesis de Wierland recibió inmediatamente un gran terreno en el pueblo de Tõrma, del tamaño de 70 adramaas (o tierras de arado, una unidad de medida estonia).
En 1227 la Orden de los Hermanos de la Espada y el obispo de Riga conquistaron todas las posesiones danesas en Estonia, por lo que los dos obispados daneses dejaron de existir. 
El 30 de enero de 1232, mediante la bula Fraternitati tuae, el papa Gregorio IX ordenó a su legado Baldwin de Alna que debía separar las posesiones en Estonia y Livonia que le pertenecían, utilizando la fuerza de las armas si fuera necesario. El papa ordenó a los obispos de Riga y Leal y a la Orden de los Hermanos de la Espada entregar al legado Virumaa, Järva y Läänemaa.
En una carta al legado apostólico en Prusia, Guillermo de Módena, con fecha 22 de marzo de 1236, el papa Gregorio IX confirmó que las diócesis de Leal, Wierland y Reval debían ser sufragáneas de la arquidiócesis de Lund.
Como consecuencia de la derrota de la Orden de los Hermanos de la Espada contra los samogitios en la Batalla de Saule, la orden se integró en la Orden Teutónica con el nombre de Hermanos Livonios de la Espada. Los hermanos livonios y el rey Valdemar II con la participación del legado papal Guillermo de Módena firmaron el Tratado de Stensby el 7 de junio de 1238, confirmado por el papa Inocencio IV en septiembre de 1243, por el cual el rey danés recuperó los 4 condados estonios de Revala, Järva, Harju y Virumaa (en danés: Reval, Gervien, Harrien y Virland), en donde estaban las fortalezas de Reval, Rakvere y Narva, Harju y Virumaa. El rey danés donó Järva a la Orden Teutónica, con la condición de que la orden no construyera ningún castillo allí sin su consentimiento y que el condado permaneciera en la diócesis de Reval.
Cuando el rey Valdemar II recuperó la posesión del norte de Estonia decidió que no había necesidad de dos obispados en sus tierras del norte de Estonia. El arzobispo de Lund Uffe Thrugotsen entregó el obispado de Wierland al obispo Thorkill de la diócesis de Reval.
El 24 de febrero de 1248 el papa Inocencio IV colocó la diócesis de Wierland bajo la jurisdicción de la arquidiócesis de Lund, pero el arzobispo de Livonia Albert Suerbeer nombró al monje Diedrich Mindenist obispo de Wierland un año antes. El 7 de julio de 1260 el papa Alejandro IV ordenó al arzobispo Suerbeer de Riga que nombrara al obispo de Wierland como obispo de otra diócesis. Diedrich nunca estuvo activo en su diócesis de Wierland, pero cuando se instaló en Renania, ordenó sacerdotes, emitió cartas oficiales de confirmación y perdón de pecados bajo la autoridad del papa. Al morir en 1272 la diócesis de Wierland quedó completamente abandonada, mientras de hecho era parte de la diócesis de Reval.

## Episcopologio
- abad Ostradus (1220-1227 expulsado)
- Diedrich Mindenist (1246-1272 falleció)